# Blankenhain
Blankenhain est une ville de Thuringe, en Allemagne, située à 14 km au sud de Weimar.